# Kristin Lund

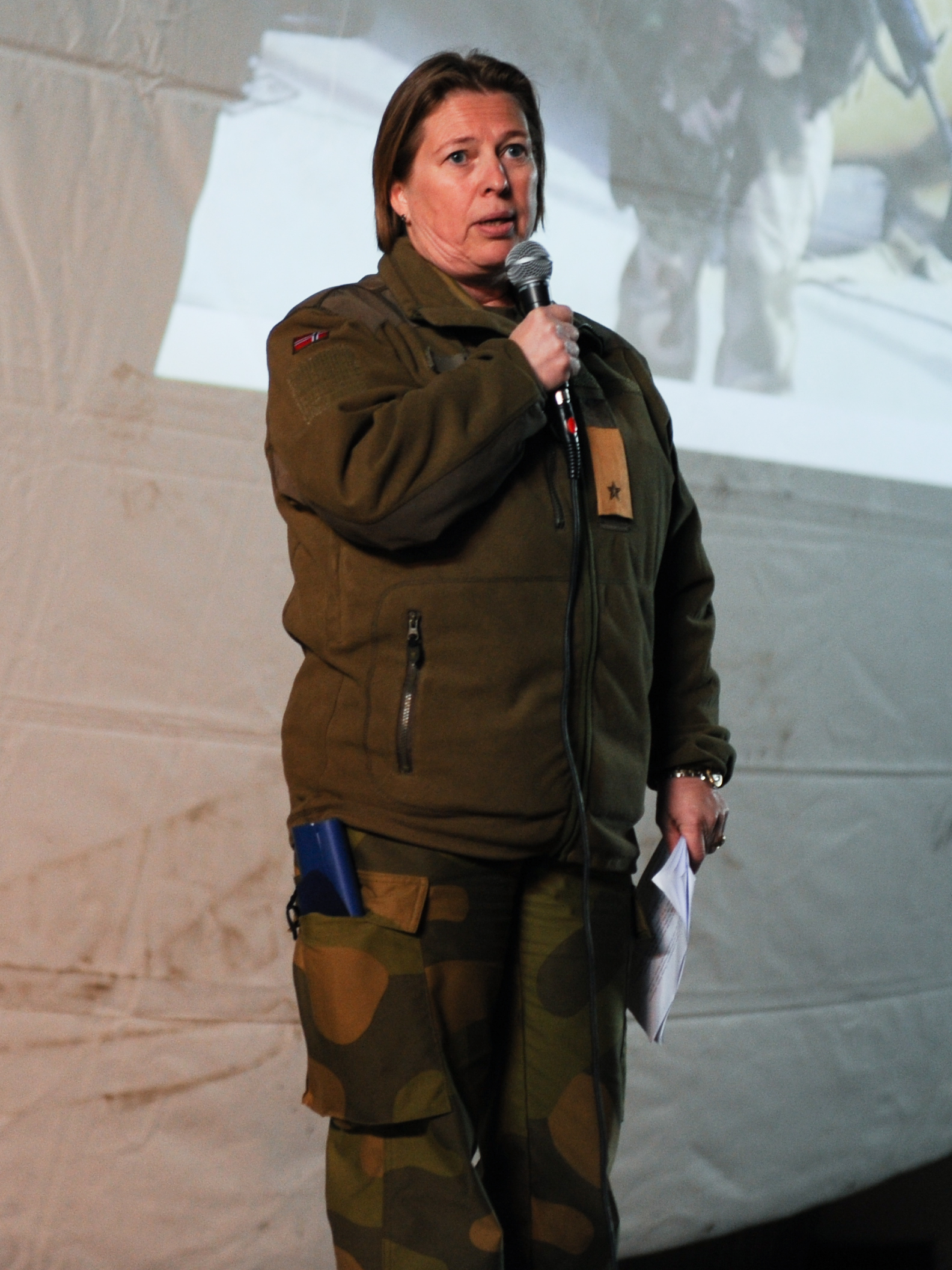
Generalmajor Kristin Lund (2009)

Kristin Lund (* 16. Mai 1958) ist ein Generalmajor der norwegischen Streitkräfte (Forsvaret). Im Jahre 2009 wurde sie als erste Frau Norwegens Generalmajor. Zwischen 2014 und 2016 war sie als Kommandeurin der United Nations Peacekeeping Force in Cyprus (UNFICYP) als erste Frau Kommandeurin einer UN-Friedenstruppe. Von 2017 bis 2019 war sie Leiterin und Stabschefin der United Nations Truce Supervision Organization (UNTSO).

## Leben
Kristin Lund trat 1979 in die Streitkräfte (Forsvaret) ein und absolvierte eine Offiziersausbildung an der Transport- und Logistikschule (Befalsskolen for Hærens Transportkorps og Intendantur) sowie an der Militärakademie (Krigsskolen), die sie 1983 abschloss. 1986 diente sie bei der Interimstruppe der Vereinten Nationen im Libanon UNIFIL (United Nations Interim Force in Lebanon) sowie in der ab dem 16. Januar 1991 aufgrund der Resolution 678 des UN-Sicherheitsrates während des Zweiten Golfkriegs durchgeführten Operation Desert Storm zur Befreiung Kuwaits. Von 1992 bis 1993 und erneut zwischen 1994 und 1995 leistete sie ihren Dienst bei der Schutztruppe der Vereinten Nationen UNPROFOR (United Nations Protection Force), der am 21. Februar 1992 vom UN-Sicherheitsrat beschlossenen internationalen Streitmacht in den von serbischen Truppen gehaltenen Gebieten von Bosnien und Herzegowina und Kroatien.
Später besuchte Lund die Stabsschule der Streitkräfte FSTS (Forsvarets stabsskole) in den Jahren 1996 und 2000 und gehörte zwischen 2003 und 2004 als Offizier in Afghanistan zur dortigen Internationalen Sicherheitsunterstützungstruppe ISAF (International Security Assistance Force) der NATO. Im Jahr 2004 absolvierte sie auch die Verteidigungshochschule FHS (Forsvarets høgskole) sowie 2007 ein postgraduales Studium im Fach Strategische Studien am US Army War College (USAWC) in Carlisle, das sie mit einem Master abschloss. Nach zahlreichen Verwendungen als Offizier und Stabsoffizier war sie unter anderem Kommandantin des Standortkommandos Østerdalen (Østerdal Garnison).
2007 wurde Lund als Brigadier stellvertretende Kommandeurin des Heeresoberkommandos und verblieb in dieser Funktion bis 2009. Im Oktober 2009 wurde sie als erste Frau Norwegens zum Generalmajor befördert und übernahm ebenfalls als erste Frau den Posten als Generalinspekteurin der Heimwehr (Generalinspektør for Heimevernet). Diesen bekleidete sie bis zu ihrer Ablösung durch Generalmajor Tor Rune Raabye 2013 und fungierte im Anschluss zwischen 2013 und 2014 als Veteraneninspektorin und Leiterin der Abteilung für Veteranen bei den Streitkräften.
Am 13. August 2014 wurde Lund Nachfolgerin von Generalmajor Chao Liu aus der Volksrepublik China als Kommandeurin der Friedenstruppe der Vereinten Nationen in Zypern UNFICYP (United Nations Peacekeeping Force in Cyprus) und blieb in dieser Verwendung bis Juli 2016. Sie war damit die erste Frau als Kommandeurin einer UN-Friedenstruppe. Sie wurde 2015 Mitglied des Mediationsnetzwerks nordischer Frauen und 2016 Beraterin der norwegischen Verteidigungshochschule. Am 6. Oktober 2017 wurde sie von UN-Generalsekretär António Guterres zur Leiterin und Stabschefin der Organisation der Vereinten Nationen zur Überwachung des Waffenstillstands UNTSO (United Nations Truce Supervision Organization) in Israel und den arabischen Staaten ernannt. Diesen Posten trat sie als Nachfolgerin des aus Neuseeland stammenden Generalmajors Arthur David Gawn am 19. Oktober 2017 an. 2019 folgte ihr Patrick Gauchat. Kurz darauf beendete Lund ihre Karriere bei den norwegischen Streitkräften.

## Ehrungen und Auszeichnungen
Für ihre langjährigen Verdienste wurde Lund mit zahlreichen in- und ausländischen Orden ausgezeichnet. Sie erhielt unter anderem das Offizierskreuz der französischen Ehrenlegion, die UN-Medaille für die Teilnahme bei UNFICYP, UNIFIL sowie UNPROFOR, die NATO-Medaille für die Einsätze im ehemaligen Jugoslawien und Afghanistan sowie das Viertagekreuz für die Teilnahme an dem viertägigen Nijmegenmarsch.